# Navi Mumbai
Navi Mumbai là một thành phố và là nơi đặt hội đồng thành phố (municipal corporation) của quận Thane thuộc bang Maharashtra, Ấn Độ.

## Nhân khẩu
Theo điều tra dân số năm 2001 của Ấn Độ, Navi Mumbai có dân số 703.947 người. Phái nam chiếm 56% tổng số dân và phái nữ chiếm 44%. Navi Mumbai có tỷ lệ 74% biết đọc biết viết, cao hơn tỷ lệ trung bình toàn quốc là 59,5%: tỷ lệ cho phái nam là 79%, và tỷ lệ cho phái nữ là 67%. Tại Navi Mumbai, 14% dân số nhỏ hơn 6 tuổi.